# 대서양림나무쌀쥐
대서양림나무쌀쥐(Oecomys catherinae)는 비단털쥐과 나무쌀쥐속에 속하는 남아메리카 설치류이다. [[브라질] 동부 지역에서 발견된다. 대서양림과 세하두, 카팅가 생태 지역을 포함한 다양한 서식지에서 산다. 긴털나무쌀쥐와 관련이 있지만, 털이 더 굵다.